# Matt Passmore
Matthew Passmore (Brisbane, 24 dicembre 1973) è un attore australiano.

## Biografia
Matt Passmore lavora come attore dividendosi tra cinema e tv. Tra i ruoli di maggior rilievo lo troviamo in The Glades dove interpreta il protagonista Jim Longworth, e nel telefilm Le sorelle McLeod nel ruolo di Marcus Turner.

## Filmografia

### Cinema
- The Mask 2 (Son of the Mask), regia di Lawrence Guterman (2005)
- Saw: Legacy, regia di Michael e Peter Spierig (2017)

### Televisione
- Always Greener – serie TV, 16 episodi (2003)
- Blue Heelers - Poliziotti con il cuore (Blue Heelers) – serie TV, 5 episodi (2003)
- The Cooks – serie TV, 5 episodi (2004-2005)
- Last Man Standing – serie TV, 22 episodi (2005)
- The Alice – serie TV, episodio 1x16 (2005)
- Le sorelle McLeod (McLeod's Daughters) – serie TV, 55 episodi (2006-2009)
- The Cut – serie TV, 6 episodi (2009)
- Underbelly: A Tale of Two Cities – miniserie TV, 8 puntate (2009)
- The Glades – serie TV, 49 episodi (2010-2013)
- Satisfaction - serie TV, 20 episodi (2014-2015) – Neil Truman
- Lethal Weapon - serie TV, 2 episodi (2016)
- Saw: Legacy (Jigsaw), regia di Michael e Peter Spierig (2017)
- Foto di famiglia (Family Pictures) - film TV, regia di Manu Boyer (2019)
- Tredici (13 Reasons Why) - serie TV, 6 episodi (2020)
- Tracker - serie TV, episodio 2x02 (2024)

### Cortometraggi
- Tuck and Cover, regia di John Benson (2003)
- Noir Drive, regia di Benson Riddle (2008)
- Nox, regia di Keyvan Sheikhalishahi (2018)

## Doppiatori italiani
Nelle versioni in italiano delle opere in cui ha recitato, Matt Passmore è stato doppiato da:
- Lorenzo Scattorin ne Le sorelle McLeod, Tredici
- Massimo Bitossi in Underbelly: A Tale of Two Cities
- Claudio Maria Pascoli in Foto di famiglia
- Gianfranco Miranda in The Glades
- Fabrizio Pucci in Lethal Weapon
- Andrea Lavagnino in Satisfaction
- Alessio Cigliano in Saw: Legacy
- Simone D'Andrea in Tracker